# Danurwindo
Danurwindo (Purworejo, 15 maggio 1951) è un allenatore di calcio ed ex calciatore indonesiano.